# Kontinental Hockey League
De Kontinental Hockey League (KHL) (Russisch: Континентальная Хоккейная Лига) is een internationale ijshockeycompetitie voor clubs die sinds 2008 in Eurazië wordt georganiseerd.

## Opzet en geschiedenis
Het toernooi bestaat uit een reguliere competitie in vier poules gevolgd door een play-off waaraan de beste zestien teams deelnemen. De winnaar krijgt de Gagarin Cup als trofee, de beste Russische ploeg krijgt de titel Kampioen van Rusland. Het toernooi is de opvolger van de Russische Superliga dat zelf de opvolger was van het kampioenschap van de Sovjet-Unie. De Continental Cup is een trofee die wordt uitgereikt aan de winnaar van het reguliere seizoen van de Kontinental Hockey League, dat wil zeggen het team met de meeste punten aan het einde van het reguliere seizoen. Ook is er nog de Opening Cup. Deze wedstrijd wordt gespeeld tussen de play-off kampioen van het vorige seizoen (winnaar van de Gagarin Cup) en de winnaar van de Continental Cup van het vorige seizoen. De wedstrijd wordt gespeeld op het thuisijs van de play-off kampioen van het vorige seizoen. In het seizoen 2012/13 en 2013/14 had je ook nog de Nadezjda Cup. Deelnemers aan de Nadezjda Cup waren alle KHL-teams die zich niet hadden gekwalificeerd voor de play-offs van de Gagarin Cup.
Er wordt met 22 teams gespeeld waarvan zo'n 19 uit Rusland. Verder kent het toernooi deelnemers uit Wit-Rusland, Kazachstan, en China. Het Kroatische Medveščak Zagreb speelde tot 2017 in de KHL. In 2025 stopte Vitjaz Balasjicha vanwege financiële problemen.
Op 7 september 2011 kwam zo goed als de voltallige selectie en ploegleiding van Lokomotiv Jaroslavl om het leven toen hun vliegtuig, Jak-Service-vlucht 9633, onderweg naar de eerste competitiewedstrijd van het seizoen 2011/12 tegen Dinamo Minsk verongelukte.
Op 24 februari 2022 maakte Jokerit bekend dat ze zich terugtrokken uit de competitie vanwege de Russische invasie van Oekraïne in 2022. Op 27 februari 2022, maakte Dinamo Riga bekend dat ze om dezelfde reden uit de competitie stapte.

## Clubs in de KHL
(vanaf seizoen 2025-2026)

### Western Conference
| Bobrov-divisie          | Bobrov-divisie  | Bobrov-divisie |
| Naam                    | Plaats          | Land           |
| ----------------------- | --------------- | -------------- |
| Lada Toljatti           | Toljatti        | Rusland        |
| HC Sotsji               | Sotsji          | Rusland        |
| SKA Sint-Petersburg     | Sint-Petersburg | Rusland        |
| Spartak Moskou          | Moskou          | Rusland=       |
| Torpedo Nizjni Novgorod | Nizjni Novgorod | Rusland        |

| Tarasov-divisie        | Tarasov-divisie | Tarasov-divisie |
| Naam                   | Plaats          | Land            |
| ---------------------- | --------------- | --------------- |
| CSKA Moskou            | Moskou          | Rusland         |
| Dinamo Minsk           | Minsk           | Wit-Rusland     |
| Dinamo Moskou          | Moskou          | Rusland         |
| Kunlun Red Star        | Peking          | China           |
| Lokomotiv Jaroslavl    | Jaroslavl       | Rusland         |
| Severstal Tsjerepovets | Tsjerepovets    | Rusland         |

### Eastern Conference
| Charlamov-divisie            | Charlamov-divisie | Charlamov-divisie |
| Naam                         | Plaats            | Land              |
| ---------------------------- | ----------------- | ----------------- |
| Ak Bars Kazan                | Kazan             | Rusland           |
| Avtomobilist Jekaterinenburg | Jekaterinenburg   | Rusland           |
| Metalloerg Magnitogorsk      | Magnitogorsk      | Rusland           |
| Neftechimik Nizjnekamsk      | Nizjnekamsk       | Rusland           |
| Traktor Tsjeljabinsk         | Tsjeljabinsk      | Rusland           |

| Tsjernisjev-divisie   | Tsjernisjev-divisie | Tsjernisjev-divisie |
| Naam                  | Plaats              | Land                |
| --------------------- | ------------------- | ------------------- |
| Admiral Vladivostok   | Vladivostok         | Rusland             |
| Amoer Chabarovsk      | Chabarovsk          | Rusland             |
| Avangard Omsk         | Omsk                | Rusland             |
| Barys Astana          | Astana              | Kazachstan          |
| Salavat Joelajev Oefa | Oefa                | Rusland             |
| Sibir Novosibirsk     | Novosibirsk         | Rusland             |

## Gagarin Cup en Continental Cup winnaars
| Jaar    | Winnaar Gagarin Cup                                                         | Uitslag                                                                     | Runner-up Gagarin Cup                                                       | Winnaar Continental Cup |
| ------- | --------------------------------------------------------------------------- | --------------------------------------------------------------------------- | --------------------------------------------------------------------------- | ----------------------- |
| 2008/09 | Ak Bars Kazan                                                               | 4-3                                                                         | Lokomotiv Jaroslavl                                                         | Salavat Joelajev Oefa   |
| 2009/10 | Ak Bars Kazan                                                               | 4-3                                                                         | HC MVD                                                                      | Salavat Joelajev Oefa   |
| 2010/11 | Salavat Joelajev Oefa                                                       | 4-1                                                                         | Atlant Oblast Moskou                                                        | Avangard Omsk           |
| 2011/12 | Dinamo Moskou                                                               | 4-3                                                                         | Avangard Omsk                                                               | Traktor Tsjeljabinsk    |
| 2012/13 | Dinamo Moskou                                                               | 4-2                                                                         | Traktor Tsjeljabinsk                                                        | SKA Sint-Petersburg     |
| 2013/14 | Metalloerg Magnitogorsk                                                     | 4-3                                                                         | Lev Praag                                                                   | Dinamo Moskou           |
| 2014/15 | SKA Sint-Petersburg                                                         | 4-1                                                                         | Ak Bars Kazan                                                               | CSKA Moskou             |
| 2015/16 | Metalloerg Magnitogorsk                                                     | 4-3                                                                         | CSKA Moskou                                                                 | CSKA Moskou             |
| 2016/17 | SKA Sint-Petersburg                                                         | 4-1                                                                         | Metalloerg Magnitogorsk                                                     | CSKA Moskou             |
| 2017/18 | Ak Bars Kazan                                                               | 4-1                                                                         | CSKA Moskou                                                                 | SKA Sint-Petersburg     |
| 2018/19 | CSKA Moskou                                                                 | 4-0                                                                         | Avangard Omsk                                                               | CSKA Moskou             |
| 2019/20 | competitie gestaakt en later definitief beëindigd vanwege de Coronapandemie | competitie gestaakt en later definitief beëindigd vanwege de Coronapandemie | competitie gestaakt en later definitief beëindigd vanwege de Coronapandemie | CSKA Moskou             |
| 2020/21 | Avangard Omsk                                                               | 4-2                                                                         | CSKA Moskou                                                                 | CSKA Moskou             |
| 2021/22 | CSKA Moskou                                                                 | 4-3                                                                         | Metalloerg Magnitogorsk                                                     | onbeslist               |
| 2022/23 | CSKA Moskou                                                                 | 4-3                                                                         | Ak Bars Kazan                                                               | SKA Sint-Petersburg     |
| 2023/24 | Metalloerg Magnitogorsk                                                     | 4-0                                                                         | Lokomotiv Jaroslavl                                                         | Dinamo Moskou           |
| 2024/25 | Lokomotiv Jaroslavl                                                         | 4-1                                                                         | Traktor Tsjeljabinsk                                                        | Lokomotiv Jaroslavl     |

## Opening Cup en Nadezjda Cup winnaars
| Jaar    | Winnaar Opening Cup     | Winnaar Nadezjda Cup |
| ------- | ----------------------- | -------------------- |
| 2008/09 | Salavat Joelajev Oefa   | niet geïntroduceerd  |
| 2009/10 | Ak Bars Kazan           | niet geïntroduceerd  |
| 2010/11 | Dinamo Moskou           | niet geïntroduceerd  |
| 2011/12 | Salavat Joelajev Oefa   | niet geïntroduceerd  |
| 2012/13 | Dinamo Moskou           | Dinamo Riga          |
| 2013/14 | Dinamo Moskou           | Avangard Omsk        |
| 2014/15 | Metalloerg Magnitogorsk | niet gehouden        |
| 2015/16 | CSKA Moskou             | niet gehouden        |
| 2016/17 | Metalloerg Magnitogorsk | niet gehouden        |
| 2017/18 | SKA Sint-Petersburg     | niet gehouden        |
| 2018/19 | SKA Sint-Petersburg     | niet gehouden        |
| 2019/20 | Avangard Omsk           | niet gehouden        |
| 2020/21 | Ak Bars Kazan           | niet gehouden        |
| 2021/22 | Avangard Omsk           | niet gehouden        |
| 2022/23 | CSKA Moskou             | niet gehouden        |
| 2023/24 | Ak Bars Kazan           | niet gehouden        |
| 2024/25 | Lokomotiv Jaroslavl     | niet gehouden        |

## Vroegere teams in de KHL
- Jokerit (2014-2022)
- Dinamo Riga (2008-2022)
- Joegra Chanty-Mansiejsk (2010-2018)
- Metalloerg Novokoeznetsk (2008-2017)
- Atlant Oblast Moskou (2008-2015)
- HC MVD (2008-2010)
- Chimik Voskresensk (2008-2009)
- Vitjaz Balasjicha (2008-2025)
- Medveščak Zagreb (2013-2017)
- Lev Poprad (2011-2012)
- Slovan Bratislava (2012-2019)
- Lev Praag (2012-2014)
- Donbass Donetsk (2012-2014)